# Max Koch
 (juillet 2022).
Max Koch (né le 22 décembre 1855 à Munich et décédé le 19 décembre 1931 à Breslau) était un germaniste et professeur allemand.

## Biographie
Max Koch est le fils du dentiste de la cour Guido von Koch (1815-1882) et le petit-fils du médecin et directeur de l'hôpital général de Munich Andreas Koch. Il a étudié l'histoire de la littérature à Munich sous la direction de Michael Bernays et Konrad Hofmann. En 1878 il soutient sa thèse sur Helferich Peter Sturz et Traité sur les romans épistolaires du Schwelsig avec utilisation de sources écrites. S'ensuivent des séjours aux universités de Londres, Berlin et Paris. Il obtint son habilitation de recherche en 1879 à Marbourg L'association académique des étudiants germanistes de Marburg le nomma membre d'honneur. À partir de 1890, il occupe la chaire nouvellement créée d'histoire littéraire moderne à l'université de Wroclaw. 
Ses recherches s'inscrivent dans la tradition positiviste du XIXe siècle. Il s'est consacré principalement contexte biographique, historique et national de la littérature. Koch a apporté une contribution particulière à la promotion de l'histoire littéraire comparée, qui était encore jeune en Allemagne Il s'est consacré principalement à l'étude  biographique et historique de la littérature. Koch a apporté une contribution particulière à la promotion de l'histoire littéraire comparée, qui était encore méconnue en Allemagne. Il a été rédacteur en chef du Journal of Comparative Literary History (1887-1910) et des Studies in Comparative Literary History (1901-1909).
La défaite de l'Allemagne en 1918 l'affecta et il se détourna de l'étude comparative pour l'études des textes nationaux avec une certaine admiration pour Richard Wagner.

## Œuvres
- (de) Gottsched und die Reform der deutschen Literatur im achtzehnten Jahrhundert, Hamburg, Richter, 1887.
- (de) Zeitschrift für vergleichende Litteraturgeschichte, Berlin, Verlag von Emil Felber, 1887–1910.
- (de) Geschichte der Deutschen Literatur, Leipzig, Göschen, 1893.
- (de) Geschichte der Deutschen Literatur von den ältesten Zeiten bis zur Gegenwart. Band 2., von Friedrich Vogt und Max Koch, 1897.
- (de) August von Platen. Sämtliche Werke in zwölf Bänden, Leipzig, Hesse & Becker, 1910.
- (de) Dantes Bedeutung für Deutschland, Mainz, Kirchheim, 1921.
- (de) Richard Wagners geschichtliche völkische Sendung, Langensalza, H. Beyer & Söhne, 1927.